# Sanandadsch
Sanandadsch (persisch سنندج, DMG Sanandaǧ; auch Sanandaj; kurdisch سنە, Sine) ist die Hauptstadt der iranischen Provinz Kurdistan nahe der Grenze zum Irak. Die Stadt ist 512 km von der Landeshauptstadt Teheran entfernt und liegt in einer Höhe von 1480 m. Die Stadt ist die größte kurdische Stadt in Iran und ein Zentrum der iranisch-kurdischen Kultur.

## Geschichte
Unter den Sassaniden war Sanandadsch eine reiche Stadt, wurde aber in der Ära der Zand-Prinzen fast komplett zerstört. Das heutige Sanandadsch ist etwas älter als 300 Jahre. Damals bauten semiautonome kurdische Fürsten der Ardalan-Dynastie eine Burg in der Nähe des Dorfes Sine (Seneh). Burg bedeutet auf Persisch Dadsch, weshalb die Siedlung, die sich um die Burg herum entwickelte, Seneh-Dadsch hieß, daraus abgeleitet ist der jetzige Name Sanandadsch. Von der ersten Siedlung Seneh ist heute nichts mehr übrig. Jahrhundertelang blieb Sanandadsch die Hauptstadt des Fürstentums der Ardalan. Heute ist sie eine der bekanntesten Städte im Westen Irans.

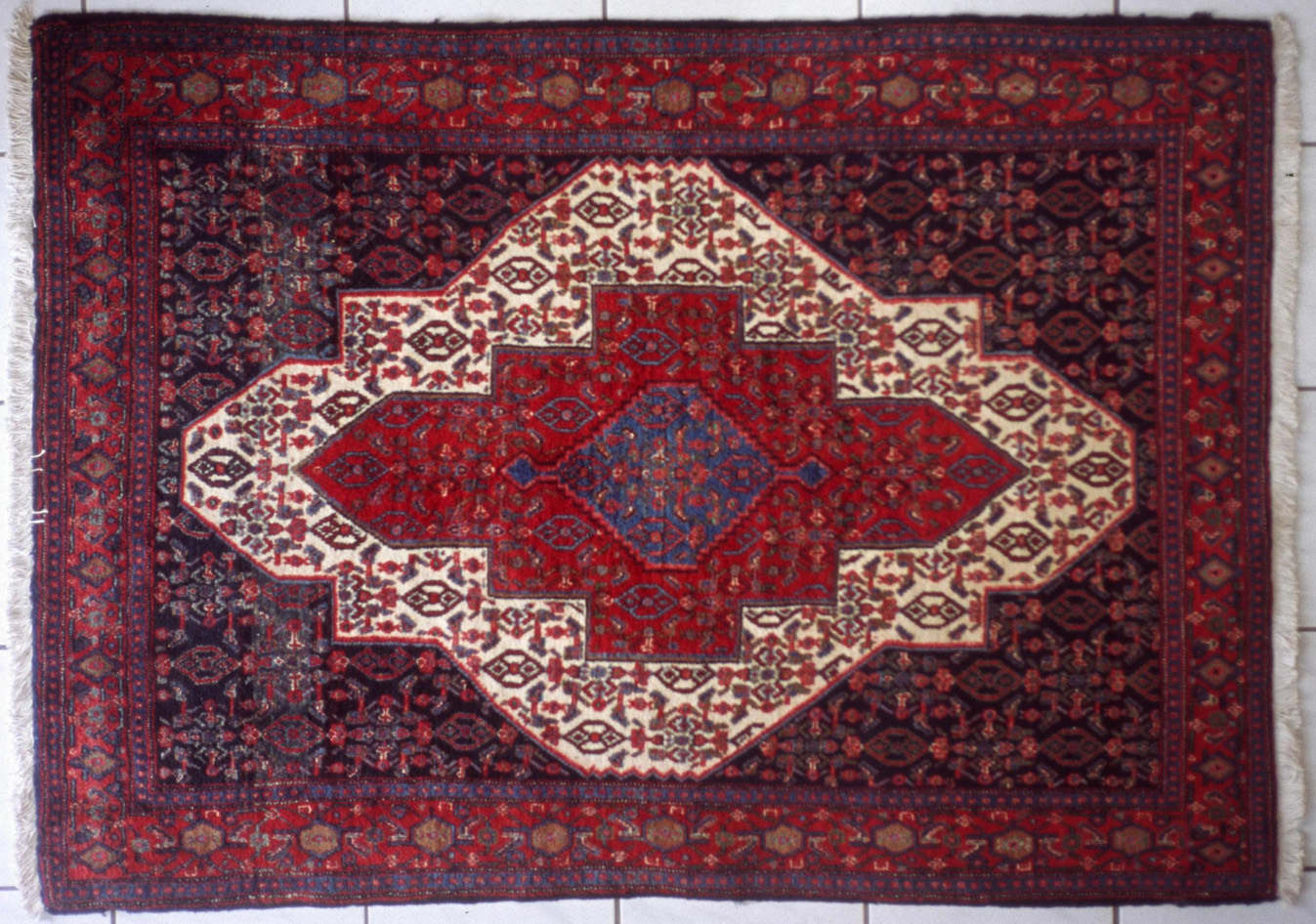
Senneh-Teppich mit Herati-Muster

## Handwerk
Wie in vielen Teilen Irans ist auch hier die Herstellung von Perserteppichen ein gut entwickeltes Kunsthandwerk. Die Teppiche aus Sanadadsch werden zumeist unter dem Namen Senneh verkauft. Sie besitzen typischerweise einen starken Rotanteil auf dunkelblauem Grund. Die Basis bildet eine abstrakte Form des Herati-Musters. Damit ähneln sie dem Bidschar, sind jedoch weniger dicht geknüpft.

## Verkehr
Ende 2023 wurde nach 18-jähriger Bauzeit die 151 Kilometer lange Bahnstrecke Hamadan–Sanandadsch eröffnet.

## Stadtbild

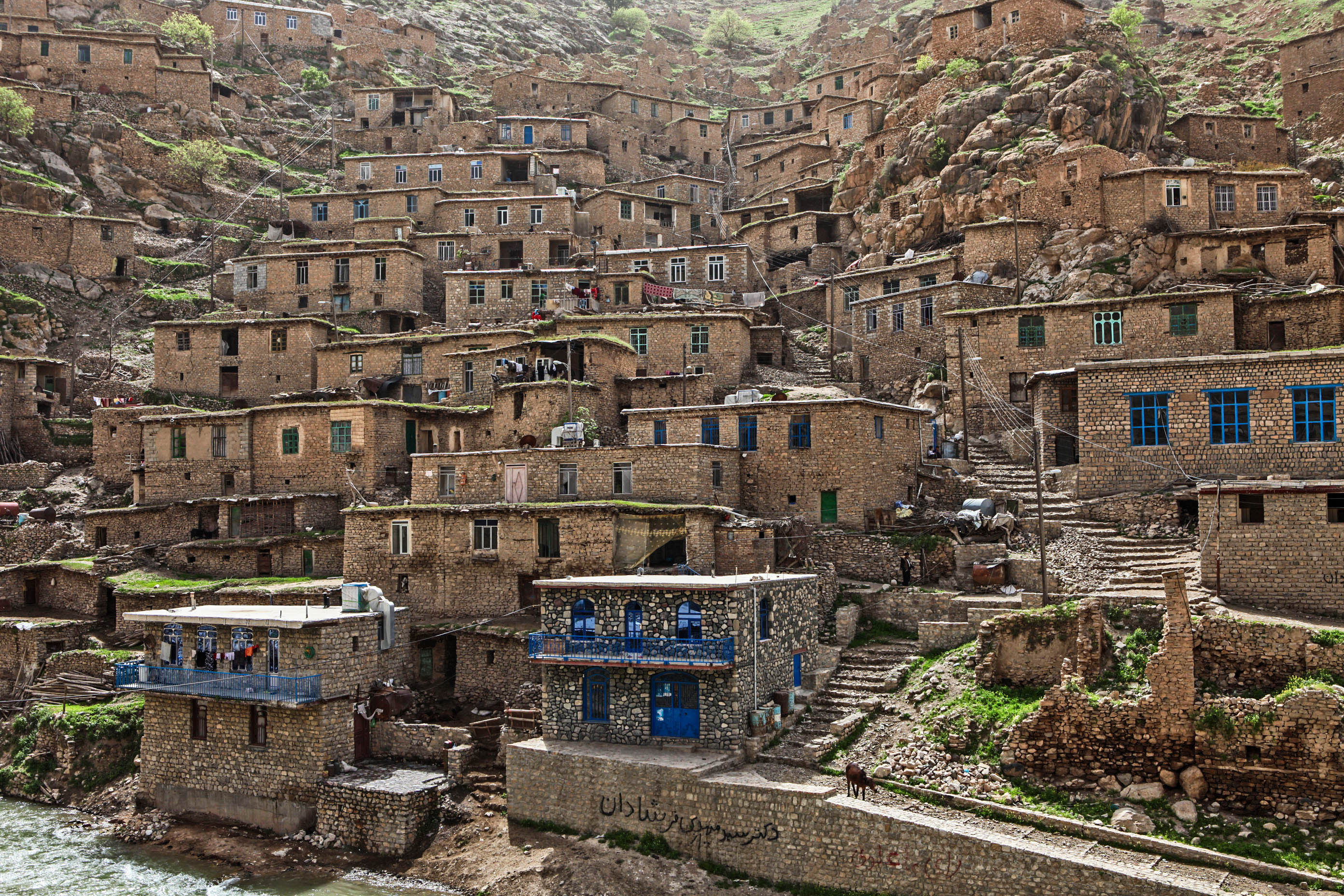
Festung Palangan

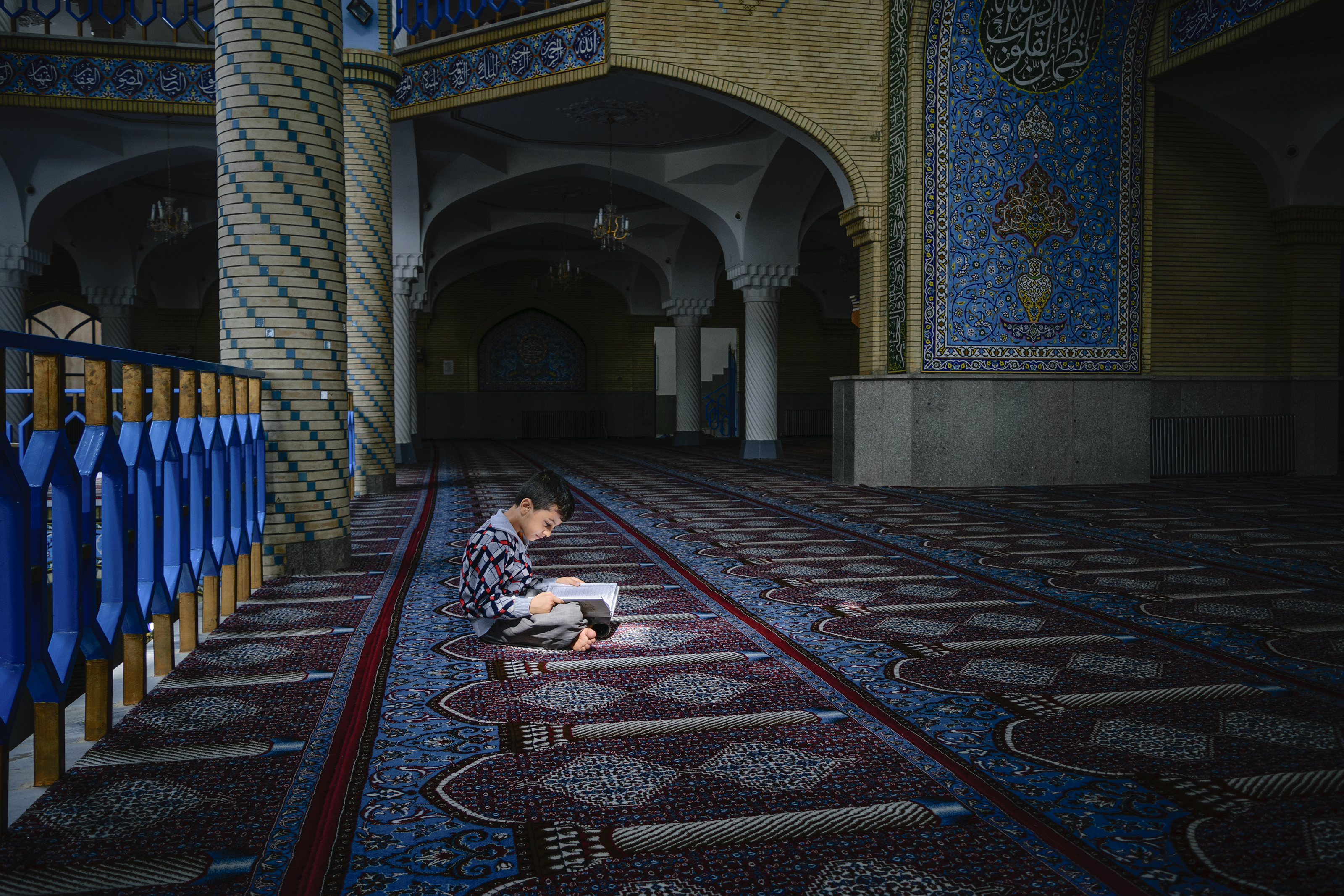
Inneres der Dar ul-Ihsan Moschee

Zu den Sehenswürdigkeiten gehören der alte Marktplatz, die Festung Palangan und die Freitagsmoschee (Dar-ul-Ihsan) in der Altstadt. Sie stammt aus kadscharischer Zeit und wurde 1813 errichtet. Mehrere historische Brücken gehen bis auf die Zeit der Sassaniden zurück.
Die Universität Kurdistan liegt im Süden der Stadt.
In der Umgebung sind das historische Dorf Negel auf dem Weg nach Marivan und das Dorf Salavat Abad sehenswert.

## Söhne und Töchter der Stadt
- Mastura Ardalan (1805–1848), kurdische Poetin und Schriftstellerin
- Ahmad Moftizadeh (1933–1993), kurdischer Autonomie-Politiker
- Estiphan Panoussi (* 1935), Philologe und Philosoph
- Azad Azadpour (* 1973), deutscher Rapper kurdischer Abstammung
- Xatar (1981–2025), deutscher Rapper kurdischer Abstammung
- Hamed Sohrabnejad (* 1983), Basketballnationalspieler
- Vouria Ghafouri (* 1987), kurdischer Fußballspieler
- Sabah Şəriəti (* 1989), aserbaidschanischer Ringer iranischer Herkunft
- Shaghayegh Bapiri (* 1991), Handballspielerin
- Kamkars, kurdische Musikgruppe

## Städtepartnerschaften
- Sulaimaniyya